# Axel Axgil
Axel Axgil (født Axel Lundahl Madsen 3. april 1915 i Odense, død 29. oktober 2011 på Hvidovre Hospital) var medstifter af LGBT+ Danmark og mangeårig aktivist for homoseksuelles rettigheder.
Axgil stiftede Forbundet af 1948 (det senere Landsforeningen for Bøsser og Lesbiske) i Aalborg i 1948, bl.a. inspireret af det faktum at homoseksuelle (i modsætning til andre grupper der havde været forfulgt under 2. verdenskrig) ikke var medtaget i FN's menneskerettighedserklæring fra samme år. I 1949 kom Axgil i kontakt med Helmer Fogedgaard, og sammen stiftede de foreningens første medlemsblad Vennen, med Fogedgaard som redaktør. Axgil blev ved forbundets første generalforsamling i 1950 valgt som forbundets første formand.
I 1950 forlovede Axgil sig med Eigil Eskildsen, med hvem han levede frem til dennes død i 1995. De tog efternavnet Axgil, dannet ved en kombination af deres fornavne. Efter folketingets vedtagelse af lov om registreret partnerskab blev parret som de første viet på Københavns Rådhus 1. oktober 1989 efter 40 års forlovelse. Parret er således verdens først viede homoseksuelle par.
Axgil stod tidligt åbent frem med sin seksuelle orientering, både i forbindelse med Forbundet af 1948 og privat i sit samliv med Eigil Axgil. Endvidere påbegyndte de to i 1950 forhandling af homoerotiske blade og modelbilleder gennem virksomheden International Modelfoto Service, og Axgil havde bred kontakt til homoseksuelle miljøer i resten af Europa. I 1954 var han medstifter af International Homosexual World Organization (IHWO).
Denne åbenhed første til udbredt forfølgelse, både fra myndigheder, presse, og private. Axgil oplevede således at miste job og bopæl, og han blev i marts 1955 arresteret og idømt 1 års fængsel for distribution af erotisk materiale. Der var i 1950 generelt udbredt forfølgelse af homoseksuelle, hvilket bl.a. i 1961 første til vedtagelse af den såkaldt grimme lov, der kriminaliserede kunder hos mandlige prostituerede under 21 år. Trods dette fortsatte Axgil både som aktivist for homoseksuelles rettigheder og som distributør af homoerotiske blade.
I 1960'erne og efter pornoens frigivelse i 1969 voksede virksomheden, og den flyttede til en nedlagt skole på Midtsjælland. Virksomheden måtte dog lukke pga. stigende konkurrence, og virksomhedens domicil omdannedes til hotelpensionen Axelhus.
I 1950'erne blev han angiveligt dømt for sex med mindreårige, og han havde tilsyneladende været medlem af pædofiliforeninger.
I 2007 var Axel Axgil foregangsmand for oprettelsen af fællesgraven »Regnbuen« for homoseksuelle på Assistens Kirkegård, hvor han selv siden er blevet bisat.
I 2013 indstillede Vejnavnenævnet at opkalde en nyrenoveret plads ved Vester Voldgade i København efter Axgil, men valget faldt efterfølgende på navnet Regnbuepladsen, blandt andet på grund af Eigil Eskildsens fortid i tysk tjeneste under besættelsen.